# Øyjorda
Øyjorda ist ein Ortsteil der norwegischen Kommune Narvik in der Provinz (Fylke) Nordland.

## Geografie
Die Ortschaft Øyjorda liegt in der Kommune Narvik an der Küste des Fjords Rombaken (nordsamisch Ruoppák), eines Seitenarms des Ofotfjords. Auf der der Ortschaft Øyjorda gegenüberliegenden südlichen Seite des Rombakens befindet sich die Stadt Narvik. Weiter nördlich von Øyjorda liegt der Ort Bjerkvik. Nordöstlich und nordwestlich des Orts befinden sich Moorgebiete.

## Verkehr
Von der Stadt Narvik auf der südlichen Seite des Rombakens führt die Brücke Hålogalandsbrua auf die nördliche Fjordseite. Die Brücke ist Teil der Europastraße 6 (E6) und wurde im Jahr 2018 eröffnet. Die E6-Teilstrecke zwischen Narvik und Bjerkvik wurde durch den Bau der Brücke um rund 18 Kilometer kürzer. Von Øyjorda aus führt die E6 weiter in den Norden, wo auch die Europastraße 10 (E10) von Osten kommend in die Straße mündet.